# Ratpenat muntà de Nova Guinea
El ratpenat muntà de Nova Guinea (Pipistrellus collinus) és una espècie de ratpenat de la família dels vespertiliònids que es troba a Papua Nova Guinea i Papua Occidental.